# براندون توماس
براندون توماس (بالإنجليزية: Brandon Thomas)‏ (و. 1991  م) هو لاعب كرة قدم أمريكية، من الولايات المتحدة، ولد في سبارتانبرغ، يلعب كحارس ‏.

## التعليم
تعلم في Dorman High School ‏.